# Alejandro Saderman
Alejandro Saderman (Buenos Aires, 23 de juny de 1937) és un cineasta i documentalista argentí resident a Caracas (Veneçuela) des de mitjans de la dècada del 1970.

## Síntesi biogràfica
Va cursar estudis de Arquitectura en la Universitat de Buenos Aires. Es va iniciar com a director de curtmetratges ―Vocación, Carolina, Hombrecitos, Interview, Muertes de Buenos Aires (sobre poemes de Jorge Luis Borges)―. Va obtenir diversos premis nacionals.
Va viatjar a Itàlia, on va treballar per al canal de televisió nacional RAI com a director de documentals. Alguns títols: Gióvanni d'oggi (codirector d'una sèrie de sis capítols d'una hora), Itinerario (sis episodis de mitja hora), Il serpente piumato (sobre l'art mexicà precolombí).
Va ser convidat per l'ICAIC (l'Havana) per a dirigir una sèrie de documentals en Cuba. Entre altres Morada al sol (sobre l'arquitectura colonial), Oro de Cuba (una història del sucre cubà), Hombres de mal tiempo (inoblidable treball, realitzat amb gran sensibilitat en entrevistes directes als homes, centenaris ja, que van lluitar per la independència cubana.
Va tornar a l'Argentina el 1972, va dirigir documentals i cinema publicitari i va treballar com a guionista de llargmetratges. Va exercir la docència a l'Escola de Cinema de la Universitat de la Plata.
El 1977 ―en el marc de la dictadura cívico-militar argentina (1976-1983)― va emigrar a Veneçuela, on va treballar com a editor de diversos llargmetratges. Va fundar la seva pròpia companyia de cinema publicitari. Va produir i va dirigir per les Nacions Unides el documental La bomba de tiempo, sobre el deute extern llatinoamericà.
Va ser seleccionat per la American Federation of Arts per a una mostra de 30 anys de cinema documental llatinoamericà estrenada al MOMA (Museum of Modern Art) de Nova York el 1992. Només ha estrenat dos llargmetratges de ficció. El 2016 es va veure embolicat en una polèmica quan Daniel Calparsoro va estrenar Cien años de perdón, ja que va afirmar que se semblava força a 100 años de perdón, que ell mateix va estrenar el 1998.

## Filmografia
- 1951: Figari (curtmetratge documental).
- 1952: Victorica (curtmetratge documental).
- 1953: Juventud (curtmetratge documental).
- 1956: Vocación (curtmetratge documental).
- 1958: Carolina (curtmetratge de ficció)
- 1958: Hombrecitos (curtmetratge de ficció)
- 1958: Plaza de Mayo (curtmetratge documental).
- 1959: Interview (curtmetratge documental).
- 1963: Morada al sol (curtmetratge documental).
- 1964: Oro de Cuba (curtmetratge documental).
- 1965: Asalto al Tren Central (curtmetratge documental).
- 1968: Hombres de mal tiempo (curtmetratge documental).
- 1986: La bomba de tiempo (curtmetratge documental).
- 1993: Golpes a mi puerta (llargmetratge de ficció).
- 1998: 100 años de perdón (llargmetratge de ficció).
- 2005: El último bandoneón.

## Premis
El 1993 va produir i dirigir Golpes a mi puerta, el seu primer llargmetratge de ficció, guanyador de nombrosos premis nacionals i internacionals, convidat entre d'altres films, al Festival Internacional de Cinema de Berlín i al Festival Internacional de Cinema de Mont-real. També va ser finalista al Goya a la millor pel·lícula estrangera de parla hispana. Va representar a Veneçuela al premi Oscar a la millor pel·lícula estrangera.